# Tian Fangran
Tian Fangran (chinesisch 田方然, Pinyin Tian Fangran, Aussprache: [Tian Fangran]; * 10. August 2003) ist eine chinesische Tennisspielerin.

## Karriere
Tian spielt hauptsächlich Turniere auf der ITF Women’s World Tennis Tour, auf der sie drei Titel im Einzel und fünf im Doppel gewinnen konnte.

### College Tennis
Tian spielt seit 2022 für das Damentennisteam der UCLA Bruins der University of California, Los Angeles.

## Turniersiege

### Einzel
| Nr. | Datum             | Turnier     | Kategorie | Belag     | Finalgegnerin        | Ergebnis |
| --- | ----------------- | ----------- | --------- | --------- | -------------------- | -------- |
| 1.  | 13. November 2022 | Champaign   | ITF W15   | Hartplatz | Sara Daavettila      | 6:1, 6:3 |
| 2.  | 11. Juni 2023     | San Diego   | ITF W15   | Hartplatz | Aspen Schuman        | 6:1, 6:2 |
| 3.  | 25. Juni 2023     | Los Angeles | ITF W15   | Hartplatz | Jessica Luisa Alsola | 6:2, 6:1 |

### Doppel
| Nr. | Datum             | Turnier     | Kategorie | Belag     | Partnerin      | Finalgegnerinnen                           | Ergebnis         |
| --- | ----------------- | ----------- | --------- | --------- | -------------- | ------------------------------------------ | ---------------- |
| 1.  | 30. Oktober 2021  | Antalya     | ITF W15   | Sand      | Back Da-yeon   | Doğa Türkmen Melis Ayda Uyar               | 7:65, 6:1        |
| 2.  | 13. November 2021 | Antalya     | ITF W15   | Sand      | Back Da-yeon   | Anna Chekanskaya Sosia Kardawa             | 7:5, 6:3         |
| 3.  | 10. Juni 2023     | San Diego   | ITF W15   | Hartplatz | Kimmi Hance    | Malaika Rapolu Anita Sahdijewa             | 3:6, 6:1, [11:9] |
| 4.  | 24. Juni 2023     | Los Angeles | ITF W15   | Hartplatz | Rinon Okuwaki  | Maria Fernanda Navarro Oliva Brandy Walker | 7:5, 6:3         |
| 5.  | 22. Juni 2024     | Tauste      | ITF W35   | Hartplatz | Rutuja Bhosale | Alana Parnaby Victoria Rodríguez           | 6:2, 6:4         |